# طوطی برزیلی فیشر
طوطی برزیلی فیشر یا طوطی عاشق فیشر (نام علمی: love bird) نوعی طوطی کوچک است و در سال ۱۸۸۷م توسط دانشمندی به نام «فیشر» شناسایی گردید.
خاستگاه آن شمال تانزانیا است و در گله‌های کوچکی در مناطق خشک زندگی می‌کند و بیشتر بر دانه‌های گیاهان علوفه‌ای تغذیه می‌کند. اندازه آن ۱۴ تا ۱۵ سانتی‌متر است. این گونه بعد از گونه صورت هلویی، از محبوب‌ترین گونه‌های طوطی برزیلی به‌شمار می‌رود. هیچ تفاوت ظاهری بین دو جنس نر و ماده وجود ندارد. پرنده نابالغ در منقار خود علامت سیاه رنگی دارد و ساکت‌تر و آرام‌تر از پرنده‌های بالغ است. طوطی برزیلی فیشر از خویشاوندان نزدیک طوطی برزیلی نقابدار محسوب می‌شود، چرا که هردو جزو گروهی هستند که به اصطلاح دارای حلقه سفید دور چشم می‌باشند.
این گروه، به علت وجود حلقه گوشتی سفیدی که پیرامون چشم خود دارند، تحت این نام خوانده می‌شوند.
نام گذاری این پرنده به نام لاوبرد یا مرغ عشق به دلیل پیوندهای محکمی که بین جفت‌های جفت‌گیری ایجاد می‌شود است. این پرندگان مادام العمر جفت می‌شوند و تک همسر هستند. مرغ عشق‌ها به یکدیگر محبت نشان می‌دهند و به گاز گرفتن یا نیش زدن منقار یکدیگر معروف هستند - رفتاری که باعث می‌شود آن‌ها طوری به نظر برسند که گویی در حال بوسیدن هستند، جایی که نام رایج «مرغ عشق» به وجود آمد. اگر یک جفت از هم جدا شوند، سلامت جسمانی هر فرد آسیب می‌بیند.

## نگارخانه

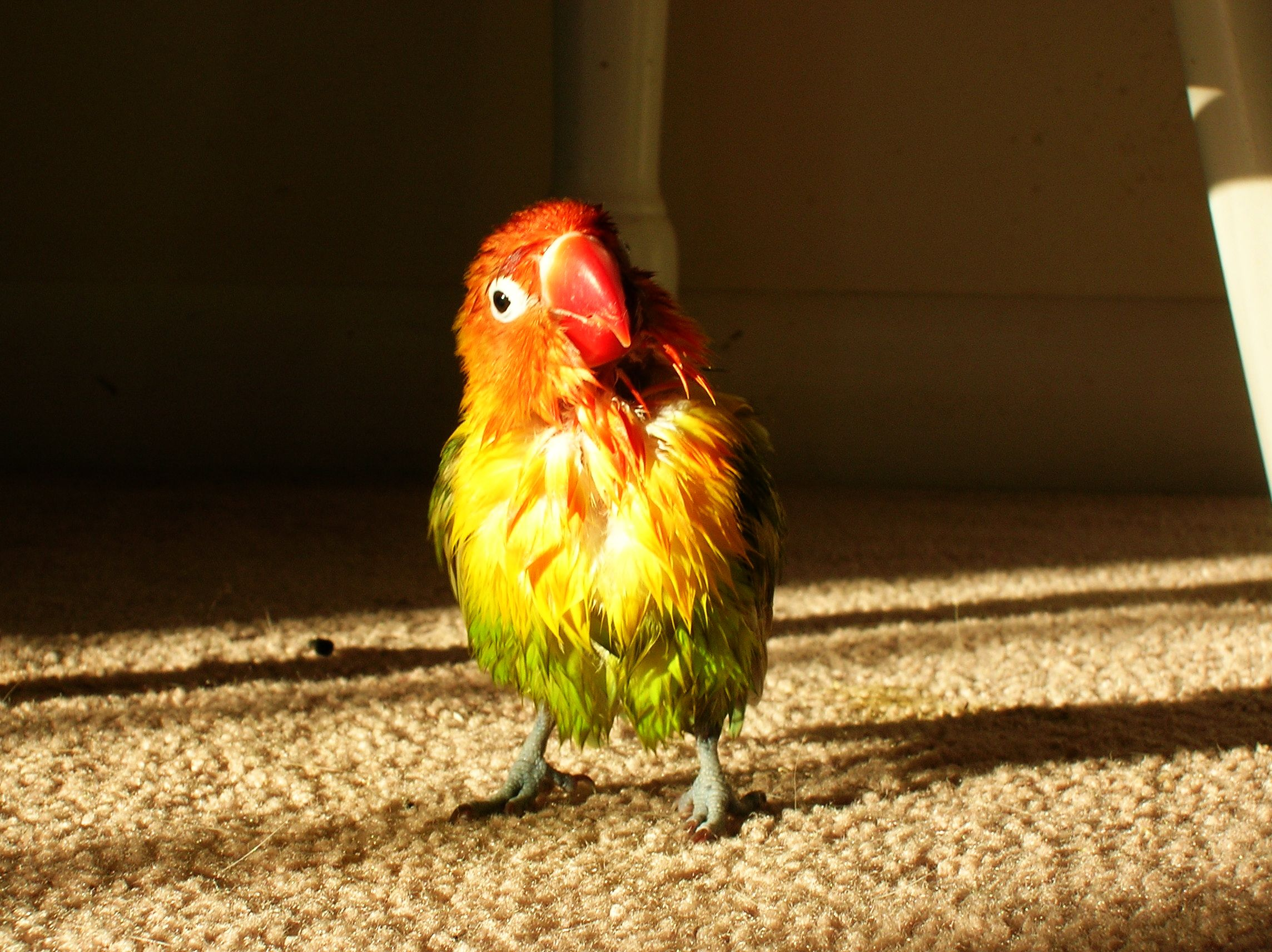
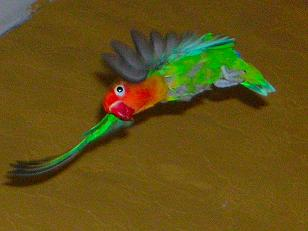
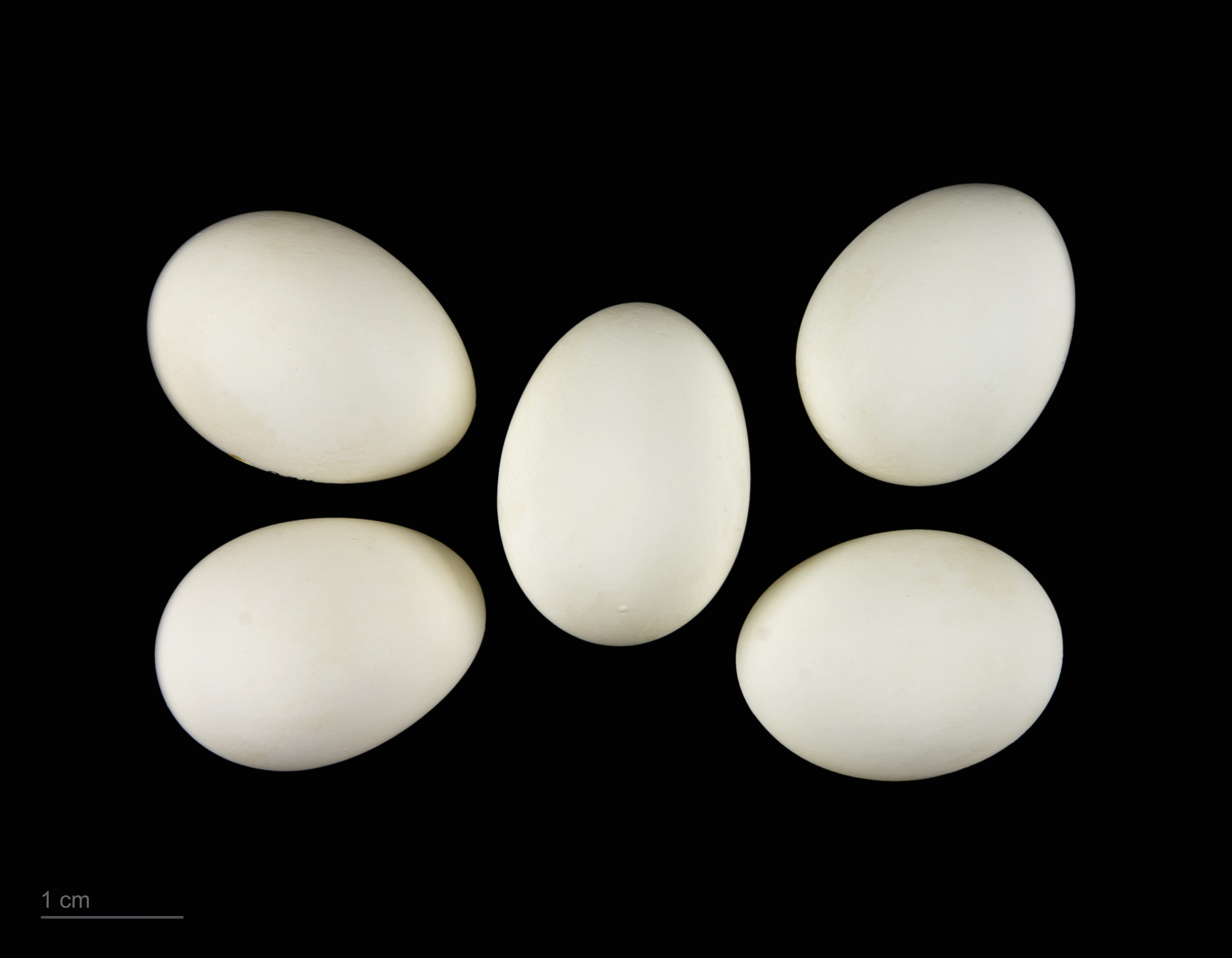
Museum specimen